# Pleurota proteella
Pleurota proteella is een vlinder uit de familie sikkelmotten (Oecophoridae). De wetenschappelijke naam is voor het eerst geldig gepubliceerd in 1880 door Staudinger.
De soort komt voor in Europa.